# Proyecto hidroeléctrico La Elena
El proyecto hidroeléctrico La Elena es una presa de embalse que se ha planeado construir sobre el río Carrenleufú, en el oeste de la provincia del Chubut, Argentina.

## Historia
El río Carrenleufú es un río de la vertiente del Pacífico, que nace en territorio argentino y desemboca para, después de recorrer unos 130 km, pasar a territorio de Chile. Nace en el Lago General Vintter y recorre un estrecho valle de sur a norte antes de alcanzar la localidad de Corcovado, donde gira hacia el oeste y cruza la frontera internacional. Desde el Lago Vintter hasta Corcovado, el río pierde 230 m de altura, y hasta llegar a la frontera con Chile pierde aproximadamente 50 metros más.
Durante los años 1970 se comenzó a estudiar la posibilidad de aprovechar este desnivel y las favorables condiciones para crear embalses para producir energía hidroeléctrica. Desde 1982 en adelante, la empresa estatal Agua y Energía Eléctrica realizó una planificación integral con un proyecto de siete embalses y seis usinas eléctricas, pero no se llegó a hacer un estudio más completo.
El costo total estimado para las siete represas era, en 1994, de 800 millones de dólares. Se planeaba crear embalses por un total de diez mil hectáreas.
Las represas serían, de aguas arriba a aguas abajo:
- Jaramillo, con 14 MW de potencia instalada y un embalse de 23 km²
- Caridad, de 42 MW de potencia y un pequeño embalse de 0,75 km²
- La Elena, de 102 MW, que embalsaría 147km²
- Carrenleufú, con 115 MW y un embalse de 20,2 km²
- Río Hielo, con 50 MW y 18 km²
- Frontera, con una potencia de 80 MW y 3,65 km² de embalse

Cuando se hizo el balance unitario de los siete proyectos resultó que el más rentable era el ubicado en las cercanías de la Estancia La Elena. Años más tarde, se estimó el costo de La Elena, aislada de las demás obras, en cien millones de dólares.

## Proyecto La Elena
En el año 2004, el gobierno de la provincia del Chubut reinició los estudios y solicitó al gobierno nacional iniciar la licitación de La Elena. Dos años más tarde, una consultora contratada por el Ministerio de Economía definió los términos sobre los cuales se desarrollaría el proyecto a ser considerado por la Nación, considerando una baja de la cota de coronación de unos 20 m, es decir, reduciendo la altura de la represa a la mitad. De todos modos, esta última decisión quedaría sujeta a los resultados de los estudios de prefactibilidad.
En el proyecto original, el cierre principal se encontraría en una garganta de paredes rocosas, de modo que se ha planificado una presa de hormigón de arco de doble curvatura. Tendría una presa lateral de materiales sueltos, dos aliviaderos, descargadores de fondo y una central hidroeléctrica, que llevaría el nombre de Poncho Moro. El caudal medio previsto a turbinar sería de 34 m³/s. El vertedero, de 40 m de largo, estaría diseñado para un caudal máximo de 509 m³/s, más otros 154 m³/s en un vertedero auxiliar.
Un túnel de 6562 m de largo alimentaría una central con 2 turbinas Francis de 59 MW cada una, que producirían al año 649 GWh de electricidad.
Para transmitir la energía generada al resto del país sería necesario construir una línea de alta tensión de 70 km de largo, que permita llegar hasta el complejo hidroeléctrico Futaleufú, donde se uniría al sistema interconectado nacional.
Cabe aclarar que, de acuerdo a un análisis de costos múltiples, el proyecto La Elena ha sido evaluado como el más rentable y de menor impacto ecológico de todos los proyectos hidroeléctricos considerados en la Argentina para su construcción.
Durante los años 1970 se comenzó a estudiar la posibilidad de aprovechar este desnivel y las favorables condiciones para crear embalses para producir energía hidroeléctrica. Cuando se hizo el balance unitario de los siete proyectos en danza, resultó que el más rentable era el ubicado en las cercanías de la Estancia La Elena, y por aquel entonces se hablaba de U$S 100 millones
En 2017 la empresa Aluar presentó una propuesta para reflotar el proyecto de una represa sobre el río Carrenleufú, denominado “La Elena” junto con la segunda etapa la construcción del proyecto del Complejo hidroeléctrico Néstor Kirchner - Jorge Cepernic.

## Controversias
Imbricado con reclamos indigenistas, el proyecto Carrenleufú ha despertado fuertes oposiciones de parte de pobladores locales y agrupaciones ecologistas. La única comunidad mapuche de la zona, llamada "Pillán Mahuiza", ha encabezado manifestaciones y protestas contra la posibilidad de construirse las presas. Denunciándose la perturbación de la vida acuática y del ciclo reproductivo de los peces; variaciones bruscas en el nivel del río según la demanda energética; cambios en las propiedades físicas y químicas del agua; posibles modificaciones en los niveles de las aguas subterráneas, con efectos sobre la salinización de los suelos; riesgo de roturas de las estructuras por estar en una zona de riesgo sísmicos; efectos del electromagnetismo de las torres de alta tensión. Se cuestiona también que no se aclara en el proyecto qué beneficios económicos concretos obtendrían las localidades de la región.